# Jonathan Bougard
Jonathan Bougard es un diseñador y director de documentales francés activo en la Polinesia Francesa desde 2005.

## Biografía
Nació en Saint-Malo. Artista activo desde 2005, se dio a conocer en Tahití ofreciendo en 2008 un fresco de treinta metros de largo en el Museo de Tahití y las Islas, sobre el tema de Mana. En 2010 expuso en Saint-Louis, Senegal. Desde 2012 y hasta 2015 fue columnista de La Dépêche de Tahití. En 2014 presidió el Centro de Creación Contemporánea Teroronui en Papeete, un colectivo de artistas con Chief Miko y Teva Victor.  Posteriormente organizó la primera retrospectiva del escultor Vaiere Mara.
Desde 2015, se dedica principalmente a producir documentales sobre polinesios franceses. Primero la colección In Vivo, cinco retratos codirigidos con Jean-Philippe Joaquim y retransmitidos por el canal TNTV. El primero estaba dedicado al cantante Barthélémy, un segundo al escultor Chief Miko, un tercero a un joven tatuador, Patu, otro a Loulou, entrenador de Va'a, la canoa polinesia, y un último a Sanson, un Joven pintor y bromista tahitiano.   
En 2017, creó su propia productora, In Vivo Prod, que le permitió elegir libremente sus temas: Semetua, el espíritu de las mamaias, dedicada al locutor Sem Manutahi, el coreógrafo Coco Hotahota, a quien seguirá en el Estados Unidos por la película Coco Hotahota Temaeva,  el poeta John Mairai y la compañía de Faa'a Nuna'a e Hau. En 2018 produjo la trilogía Tatau dedicada a los tatuajes del Pacífico.   
En 2019, Jonathan Bougard completó Mara V, un documental de ochenta y tres minutos en busca de las obras del escultor Vaiere Mara, a partir de reconstrucciones y testimonios, que requirió cinco años de investigación entre la Polinesia, Estados Unidos y Francia. 
A partir de 2021 comienza a filmar figuras de la comunidad polinesia activa en Francia, como la bailarina Leia Diard, pero también en Estados Unidos. En 2021 dedicó un cortometraje al dramaturgo español Fernando Arrabal, y a la explosión del movimiento del pánico . Luego se interesó por la escuela del escultor congoleño Muta Mayola y se propuso encontrar sus obras, que tenían fama de desaparecidas. Le dedicó varios cortometrajes que le llevaron a colaborar con el pintor congoleño Gastineau Massamba, al tiempo que aumentó el número de tráileres de futuras películas.